# Ossessione pericolosa
Ossessione pericolosa (Locked Away) è un film per la televisione del 2010 diretto da Doug Campbell.

## Trama
Taylin, studentessa diciottenne dell'ultimo anno di High school, apprende di aspettare un bambino da Kevin, diciannovenne suonatore di chitarra in una band. I due ragazzi informano Sasha, la madre di Taylin; la donna, che a suo tempo era stata anch'essa ragazza madre e sapeva quali difficoltà avrebbe dovuto affrontare una giovane madre nubile, ritiene opportuno che Taylin, contraria all'aborto, porti a termine la gravidanza ma dia poi il bambino in adozione. Offesa, Taylin interrompe i rapporti con la madre e va a vivere da Kevin. Diventa sempre più importante per Taylin, Chloe, l'ostetrica che ha il compito di assisterla e consigliarla nel periodo della gravidanza. In realtà Chloe ha un ossessivo desiderio di maternità, fino ad allora frustrato.